# Ноббер
Ноббер (англ. Nobber; ирл. An Obair) — деревня в Ирландии, находится в графстве Мит (провинция Ленстер). Располагается в 60 километрах от Дублина.

## Демография
Население — 233 человека (по переписи 2006 года). В 2002 году население составляло 245 человек.
Данные переписи 2006 года:
| Общие демографические показатели |               |                               |                               |      |      |
| Всё население                    | Всё население | Изменения населения 2002—2006 | Изменения населения 2002—2006 | 2006 | 2006 |
| 2002                             | 2006          | чел.                          | %                             | муж. | жен. |
| 245                              | 233           | −12                           | −4,9                          | 117  | 116  |